# 松平定法
松平 定法（まつだいら さだのり）は、江戸時代後期の大名。伊予国今治藩の第10代（最後）の藩主、知藩事。定房系久松松平家10代。官位は従五位下・壱岐守。知藩事時代に久松 定法（ひさまつ さだのり）と改姓した。

## 生涯
天保5年（1834年）12月29日、第8代藩主・松平定芝の三男として誕生した。天保8年（1837年）に父が死去したときは幼少のために跡を継げず、代わりに定芝の婿養子となった勝道が跡を継いだ。定法は天保11年（1840年）5月23日に勝道の養子となった。嘉永3年（1850年）12月16日に従五位下、壱岐守に叙任する。文久2年（1862年）11月22日、勝道の隠居に伴い跡を継いだ。
藩政においては、文久3年（1863年）に軍備を洋式軍制に改め、今治海岸に砲台を創設した。幕末期の動乱の中では、佐幕派と尊王派の間で仲介、周旋などに尽力したが、慶応2年（1866年）の第二次長州征討での幕府軍敗退を契機に、14代将軍・徳川家茂にその中止を進言しながら、次第に薩長側に与するようになる。
慶応4年（1868年）の戊辰戦争では新政府に従って京都に出兵し、御所を警備した。後に甲府城の警備、江戸・奥州・会津征伐にも出兵した。同年、太政官布告により、本家の伊予松山藩松平家とともに、源姓松平氏から本来の菅原姓久松氏に復姓する。
明治2年（1869年）6月の版籍奉還で知藩事となり、明治4年（1871年）7月15日の廃藩置県で免官となる。その後、東京へ移った。明治5年（1872年）8月7日、隠居し、養子の定弘（松平正義の長男大河内正晴の長男）に家督を譲った。明治34年（1901年）9月18日に死去した。享年68。

## 系譜
- 父：松平定芝（1791年 - 1837年）
- 母：不詳
- 養父：松平勝道（1813年 - 1866年）
- 正室：松平直巳養女 - 松平直諒の娘
- 継室：綾小路俊賢の娘
- 生母不明の子女
  - 長男：久松定陽
- 養子
  - 男子：久松定弘（1857年 - 1913年） - 大河内正晴の長男